# Šarūnas Marčiulionis
Raimondas Šarūnas Marčiulionis (Kaunas, 13 juni 1964) is een voormalig professioneel basketbalspeler die uitkwam voor de Sovjet-Unie en Litouwen. Hij was een van de eerste Europese spelers die uitkwamen in de NBA. Op de Olympische Spelen van Seoel in 1988 won hij goud met het nationale team van de Sovjet-Unie.

## Carrière
Marčiulionis begon zijn profcarrière bij Statyba Vilnius in de USSR League, de voorloper van de VTB United League in 1981.
Marčiulionis werd gedraft door de Golden State Warriors in de zesde ronde van de 1987 NBA Draft. Hij verhuisde naar de NBA in 1989, waar hij vier jaar ging spelen voor de Warriors. Marčiulionis was de eerste Europese speler die veel speeltijd kreeg in de NBA. Na anderhalf jaar blessureleed aan zijn been, ging hij in 1994 spelen voor de Seattle SuperSonics, in 1995 ging hij naar de Sacramento Kings en sloot hij zijn carrière af bij de Denver Nuggets in het seizoen 1996-97.
Na het uiteenvallen van de Sovjet-Unie in 1990, zorgde Marčiulionis er bijna alleen voor dat er een nationaal team kwam dat voor Litouwen uit zou komen. Hij haalde verschillende spelers over om voor Litouwen te spelen. Hij regelde het tenue, zorgde voor een schoenen-deal en regelde een sponsor. Litouwen zou het brons winnen op de Olympische Spelen in 1992.
Marčiulionis won weer brons op de Olympische Spelen van Athene in 1996. In 1995 won Litouwen zilver op het Europese Kampioenschap, nadat hem dat ook met de Sovjet-Unie in 1987 was gelukt. In 1987, 1989, 1990, en 1991, werd hij uitgeroepen tot beste sportman in Litouwen.

## Persoonlijk
Ondanks zijn taalbarrière tijdens zijn NBA carrière (Warriors coach Don Nelson huurde zijn zoon Donnie Nelson in als vertaler voor Marčiulionis), was Marčiulionis een teamspeler in- en buiten het veld. Na de aardbeving van 1989 in San Francisco, hielp Marčiulionis (met alleen zijn Warriors warm-up tenue aan), mensen uit een trein en bood eerste hulp.

## Leven na basketbalcarrière
In 1992 opende Marčiulionis het Šarūnas Hotel in Vilnius. In 1993 bedacht hij de Lithuanian Basketball League (LKL) en werd ook de eerste president. In 1999 was Marčiulionis een van de oprichters van de North European Basketball League (NEBL) en werd een van de commissarissen. De NEBL zou later opgaan in de Baltic Basketball League. Tegenwoordig is hij een van de meest succesvolle zakenmensen van Litouwen.
Hij is ook de president van de Šarūnas Marčiulionis Basketball Academy.

## Erelijst
- Olympische Spelen: 1
  - Goud: 1988
  - Brons: 1992, 1996
- Europees kampioenschap:
  - Zilver: 1987, 1995
  - Brons: 1989